# Арабелла — дочь пирата
«Арабелла — дочь пирата» (эст. Arabella, mereröövli tütar) — художественный фильм-сказка производства СССР 1982 года. По мотивам одноименной сказки эстонской писательницы Айно Первик.
Премьера фильма состоялась 22 августа 1983 года.

## Сюжет
Девятилетняя Арабелла, дочка главаря пиратского судна «Скорпиона», не подозревает, что на свете существует другая жизнь. Её отец — гроза всех морей, жестокий и злой Таниэль по прозвищу Пуля. Отчаянная и дерзкая девочка растёт во всем похожей на своего отца. Однажды пираты поднимают на борт странного человека по имени Ааду, он учит девочку различать добро и зло. Им троим вскоре предстоит покинуть корабль и пережить немало приключений на суше и на море.

## В ролях
- Инга-Кай Пускар — Арабелла
- Лембит Петерсон — капитан Таниэль Пуля
- Урмас Кибуспуу — Ааду
- Райво Трасс — Мануэль
- Аарне Юкскюла — капитан «Матильды»
- Ильмар Таммур — пират Адальберт, кок на пиратском корабле
- Арво Кукумяги — Халлелууя, молодой пират с косичкой
- Прийт Пярн — пират Рашид
- Тыну Карк — пират «Душегуб»
- Антс Андер — пират «Деревяшка»
- Эндел Пярн — пират Адам
- Лембит Ульфсак — Рууге Тююп, филер
- Сулев Луйк — слепой музыкант-певец
- Хейно Мандри — капитан военного судна
- Леэло Спирка — Розита, певица в театре оперетты
- Кальё Кийск — пожарный (в титрах не указан)

Исполнительница главной роли не продолжила кинокарьеру, а стала спортсменкой-теннисисткой.

## Фестивали
Фильм — участник XVI Всесоюзного кинофестиваля для детей и юношества (1983).